# Rebecca Miller
Rebecca Augusta Miller (Roxbury, Connecticut; 15 de septiembre de 1962) es una realizadora, guionista, escritora y actriz estadounidense, conocida por películas como Personal Velocity: Three Portraits, The Ballad of Jack and Rose, Angela y The Private Lives of Pippa Lee, todas escritas y realizadas por ella.
Es hija del dramaturgo Arthur Miller, ganador del premio Pulitzer, y de la fotógrafa Inge Morath, de la Agencia Magnum.

## Biografía
Rebecca Miller nació en Roxbury (Connecticut), y creció con su padre, el dramaturgo estadounidense Arthur Miller y su madre, la fotógrafa austríaca Inge Morath. Su padre era judío y su madre, protestante. Tuvo un hermano, Daniel, nacido en 1966 con síndrome de Down. Durante un tiempo, Rebecca Miller practicó el catolicismo por propia voluntad pero se aburrió. Más tarde, dejó de verse a sí misma como una militante cristiana "en algún momento, al final de la universidad". Miller recuerda su infancia en Roxbury rodeada de artistas, como el escultor Alexander Calder, la coreógrafa Martha Clarke o los miembros del grupo experimental Pilobolus. Incluso los dibujos de Rebecca Miller fueron seguidos muy de cerca por otro genio, el escultor Philip Grausman.
Fue educada en la Choate Rosemary Hall y en 1980 comienza estudios de Arte y Literatura en la Universidad Yale, donde compartió dormitorio con Naomi Wolf. Tras graduarse en 1985, Miller marchó con una beca a Múnich, Alemania. En 1987, Miller se instaló en la ciudad de Nueva York y realizó exposiciones de pintura y escultura en la Galería Leo Castelli, en la Galería Victoria Munroe y en Connecticut. Miller también estudió cine en The New School. Dirigida por el anciano profesor y fotógrafo Arnold S. Eagle, Miller comenzó a hacer películas mudas, que mostró junto a otras obras de arte propias.
En 1988, Miller interpretó el papel de Anya en la adaptación de Peter Brook de la obra de Chejov The Cherry Orchard, su primer papel de importancia. También interpretó el papel de Lili en The American Plan. Tras estas experiencias, Miller decidió encaminar sus pasos hacia el cine independiente.
Miller comenzó su carrera como actriz con directores como Alan J. Pakula, Paul Mazursky y Mike Nichols. Interpretó el papel principal femenino en la película de televisión de la NBC, The Murder of Mary Phagan (El asesinato de Mary Phagan), y pequeños papeles en largometrajes como Regarding Henry o Consenting Adults (1992).
En 1991, Miller escribió y dirigió un cortometraje, Florence, protagonizado por la actriz Marcia Gay Harden, sobre una mujer extremadamente empática que adquiere los síntomas de otros personajes. Al final, no se sabe cómo, atrapa la amnesia de un vecino y olvida su propia identidad. Florence llamó la atención del Ensemble Theater Cincinnati y Rebecca Miller fue invitada a dirigir una nueva obra de Arthur Miller, After the Fall. También dirigió la obra de Nicole Burdette, The Bluebird Special Came Through Here.
Rebecca Miller conoció al actor anglo-irlandés Daniel Day-Lewis en un set de rodaje durante la adaptación de la obra de teatro más antigua de su padre, Arthur Miller, Las brujas de Salem. Se casaron el 13 de noviembre de 1996 y tienen dos hijos, Ronan (nacido el 14 de junio de 1998) y Cashel (nacido en mayo de 2002). Su marido ha ganado tres veces el Premio Óscar al mejor actor protagonista.

## Carrera
Miller se ha criado en el medio cinematográfico. Escribió y dirigió su primera película, Angela, en 1995. Es la historia de una niña de 10 años que quiere limpiar su alma de pecados para salvar a su madre, enferma mental. La película se estrenó en el Festival de Cine de Filadelfia y se proyectó en el festival de Sundance. Miller recibió el premio Gotham como proyecto independiente (IFP), y el reconocimiento de sus compañeros en el festival de cine de Sundance, junto a su directora de fotografía, Ellen Kuras. Además de exhibirse en el Brussels International Festival of Fantasy Film.
Su libro Personal Velocity, una colección de retratos de mujeres, fue galardonado como el Mejor Libro por el diario Washington Post en 2001. Personal Velocity se convirtió luego en un largometraje con el mismo nombre (2002). Miller adaptó tres historias cortas en tres cortometrajes diferentes, aunque de temática similar, y luego la dirigió. Cada película explora una transformación personal, en circunstancias cambiantes. Miller la dedica al poeta Honor Moore por su ayuda para "salvar la brecha entre ser escritor de guiones y ficción". Fue proyectada en el Festival de Cine de Tribeca y el Festival de Cine de High Falls. Distribuida por United Artists, la película fue bien acogida por el diario The New York Times con frases como "el trabajo de un escritor talentoso y altamente visual." Por la cinta Personal Velocity, Miller recibió el premio del Gran Jurado del Sundance Film Festival y el Premio John Cassavetes del Espíritu Independiente en 2002. La directora de fotografía Ellen Kuras recibió el Premio a la Excelencia en Cinematografía en Sundance. Personal Velocity: Three Portraits forma parte de la colección permanente del MoMA de Nueva York.
En 2003, Miller escribió e ilustró A Woman Who, un libro formado por una colección de fotografías y dibujos de mujeres, en distintas escenas, pero con la particularidad de que todas las protagonistas llevan los ojos cerrados. Escribió el guion para la adaptación cinematográfica en 2005. La película fue dirigida por John Madden, y entre los actores figuran Gwyneth Paltrow o Anthony Hopkins. También en 2005, Miller dirigió su película, La balada de Jack y Rose, protagonizada por Daniel Day-Lewis, Camilla Belle y Catherine Keener. Filmada en Nueva Escocia y en la Isla del Príncipe Eduardo, la película es un drama protagonizado por una joven de 16 años llamada Rose, que ha crecido aislada con su padre. La balada de Jack y Rose se proyectó en el Festival de Cine de Woodstock y en el Centro IFC de Nueva York. Miller recibió la mención de honor de MTV 2010.
En 2009, Miller estrenó su cuarta película, The Private Lives of Pippa Lee (La vida privada de Pippa Lee), una adaptación de su novela de 2002 del mismo nombre. Una exploración de la vida íntima de una mujer madura, casada con un hombre mayor. La historia fluye entre los recuerdos de Pippa de una juventud libre en Nueva York y su vida presente. Miller contó con un plantel de excepción: Robin Wright, Alan Arkin, Keanu Reeves, Winona Ryder y Julianne Moore. La película se estrenó en el Festival Internacional de Cine de Toronto y se proyectó además en el Lower East Side Film Festival, en la Ryerson University, en el Festival de Cine de Berlín y en el Hay Festival de ese año.
En 2013, Miller estrenó Jacob's Folly, una novela compleja ambientada en la Francia del siglo XVIII y la ciudad de Nueva York moderna, con un protagonista que es capaz de entrar en la conciencia de los otros personajes e influir en ellos. La crítica Maureen Corrigan elogió el trabajo.
Su última película adapta un guion original titulado Maggie's Plan. El elenco incluye a Greta Gerwig, Julianne Moore, Ethan Hawke, Bill Hader y Maya Rudolph. Se estrenará en festivales como el Festival Internacional de Cine de Toronto, el New York Film Festival, Montclair Film Festival, Berlin Film Festival, Dublin International Film Festival, Sony Pictures Classics distribuirá Maggie's Plan para el teatro. La crítica lo ha valorado ampliamente.

## Reconocimientos
Miller fue presentada en el documental 2003 de la película de la CFI en la compañía de las mujeres, dirigida por Lesli Klainberg y Gini Reticker. En 2009, Miller fue honrada con el Premio Maureen O'Hara, en reconocimiento a sus logros en la película.

## Filmografía

### Realizadora/Guionista
- Angela (1995)
- Personal Velocity: Three Portraits (2002)
- The Ballad of Jack and Rose (2005)
- The Private Lives of Pippa Lee (2009)
- Maggie's Plan (2015)

### Guionista
- Proof (2005)

### Actriz
- El asesinato de Mary Phagan (1988, TELE)... Lucille Frank
- Georg Elser – Einer aus Deutschland (de) (1989)... Anneliese
- Regarding Henry (1991)... Linda
- Wind (1992)... Abigail Weld
- Consenting Adults (1992)... Kay Otis
- The Pickle (1993)... Carrie
- The American Clock (1993, TELE)... Edie
- Mrs. Parker and the Vicious Circle (1994)... Neysa McMein
- Love Affair (1994)... Receptionista

## Libros
- Velocidad personal —en el original Personal Velocity— (2001)
- The Private Lives of Pippa Lee (2002)
- Women Who... (2003)
- The Ballad of Jack and Rose (2005)
- Jacob's Folly (2013)